# Koninklijke Abdij van Las Huelgas

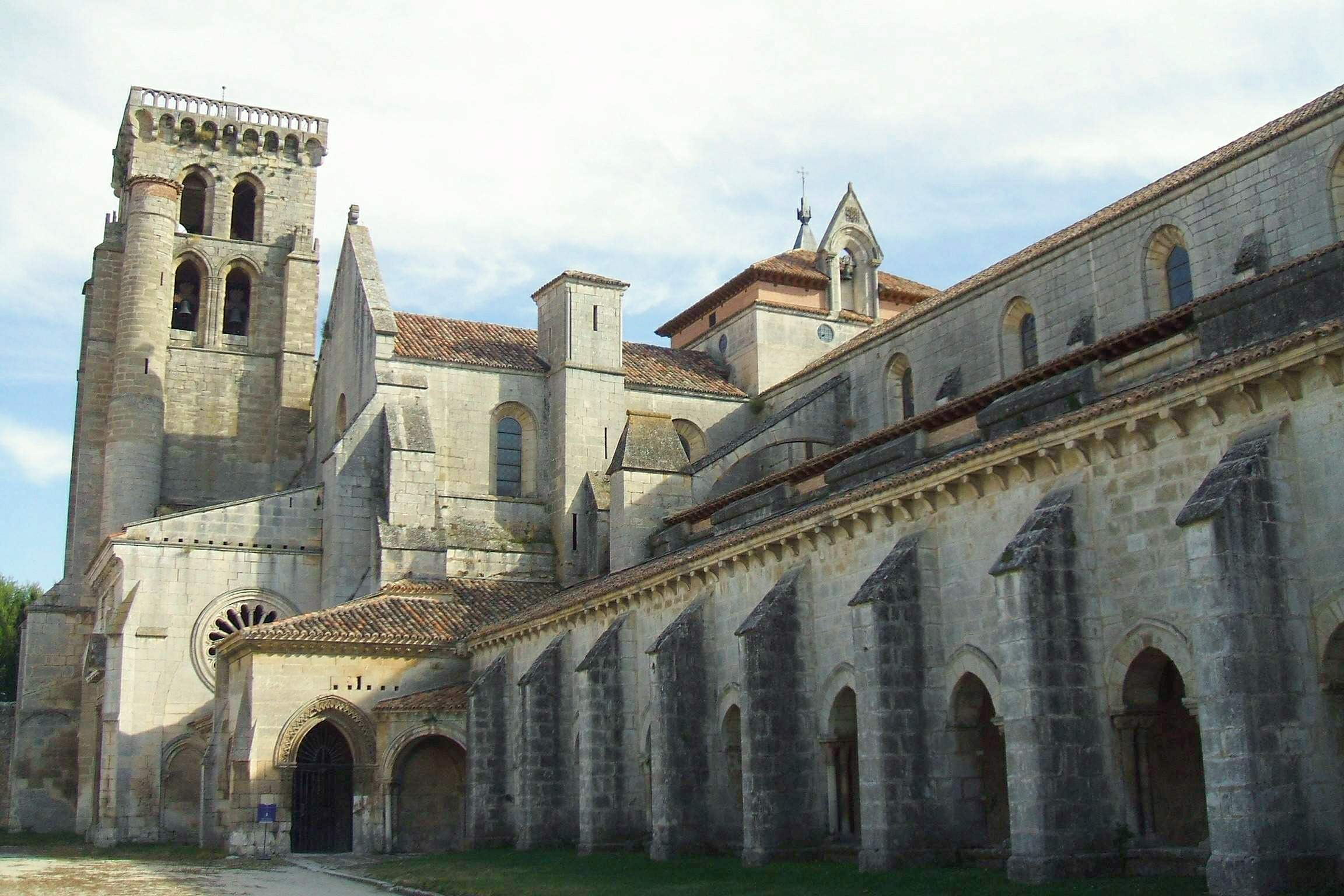
De Abdij van Santa María la Real de Las Huelgas

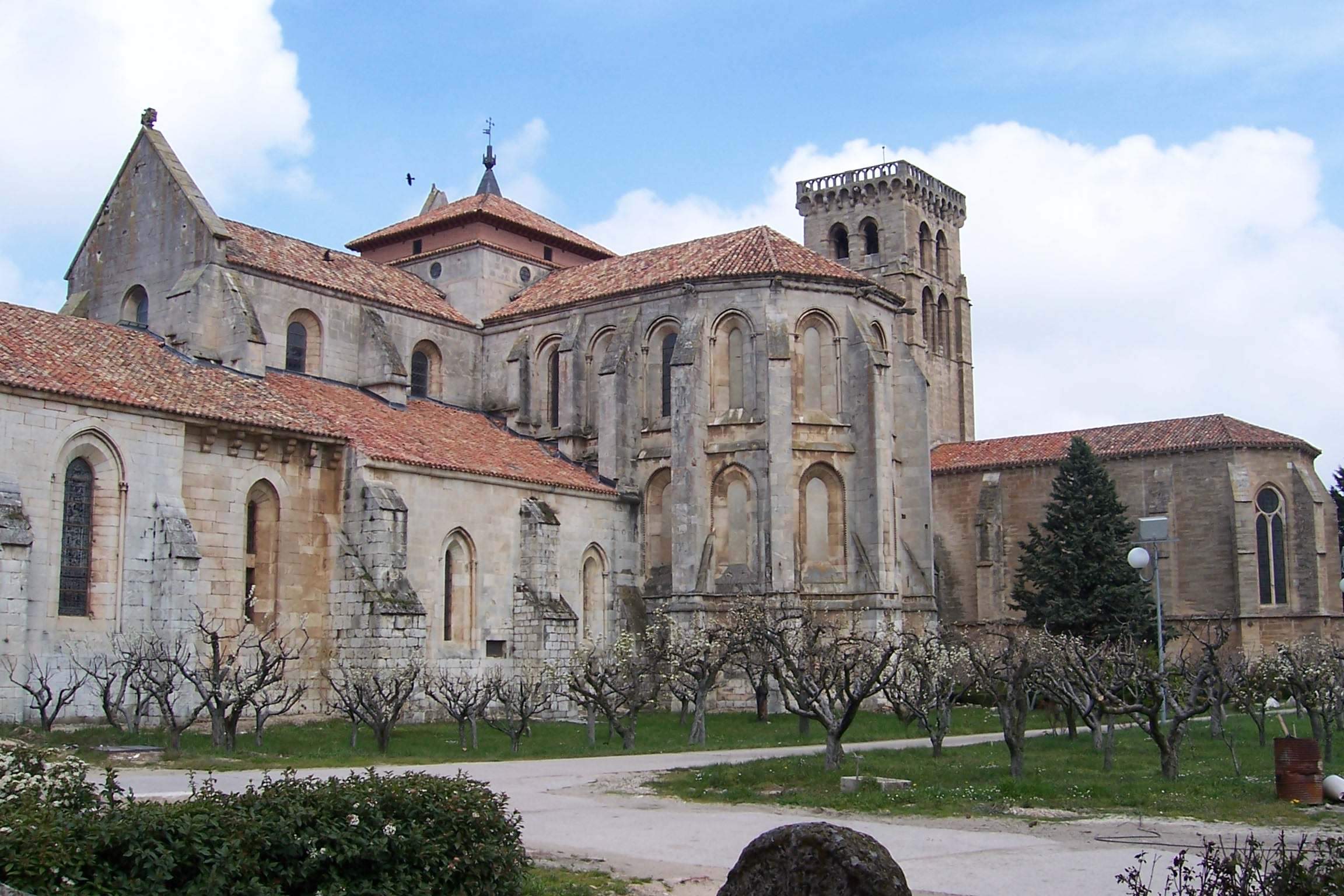
Oostkant van de abdij

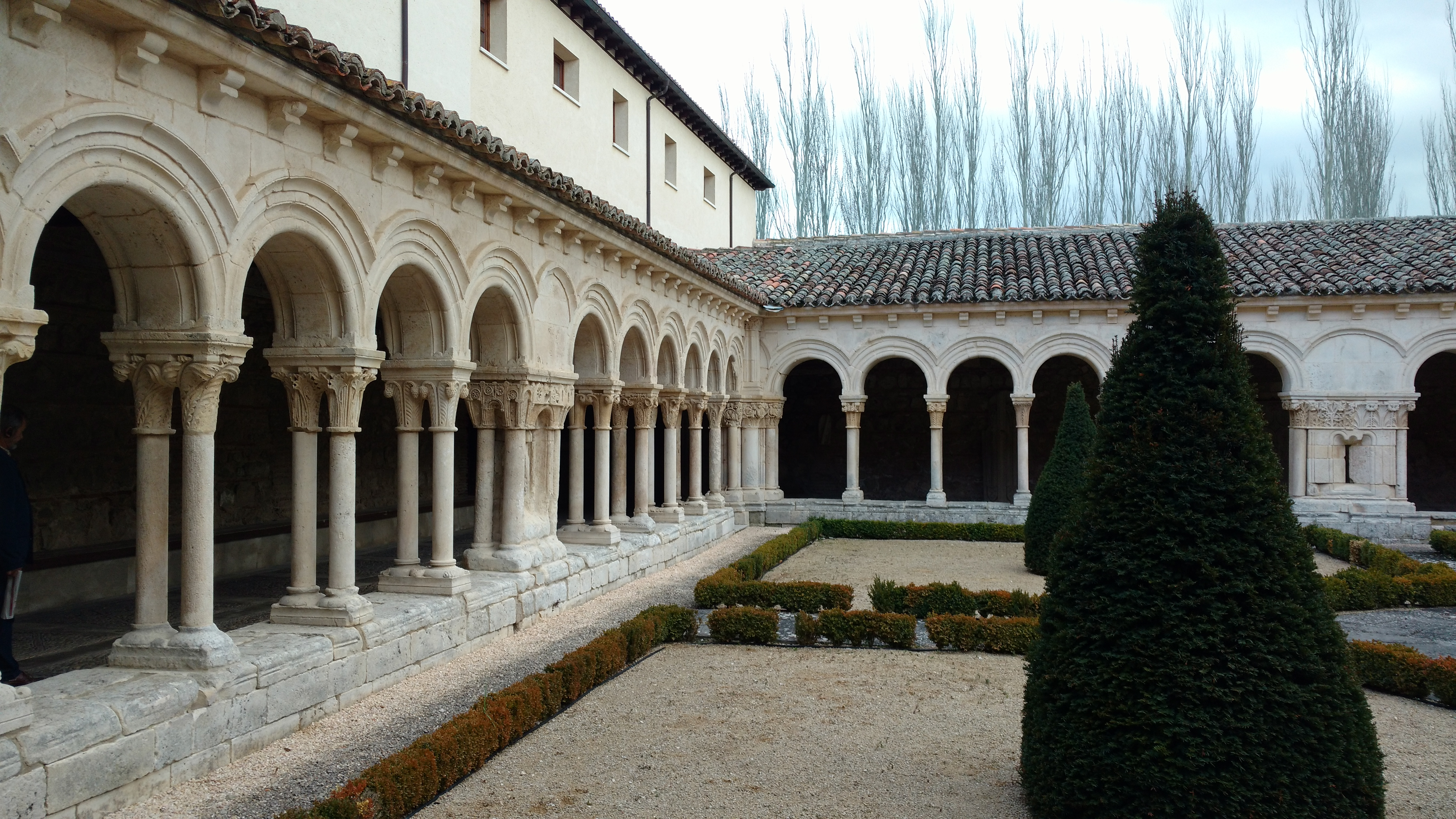
Het klooster

De koninklijke Abdij van Las Huelgas (Spaans: Monasterio de Santa María la Real de Las Huelgas) is een Spaanse abdij in de buurt van Burgos.
Ze wordt bewoond door cisterciënzerzusters (C.C.S.B.) en is gewijd aan Maria. De huidige abdis is moeder Pilar Ruiz.

## Congregatie
De zusters behoren tot de Cisterciënzer Congregatie van H. Bernard. In Las Huelgas resideert de abdis-generaal en bevindt zich ook het hoofdarchief van de orde.

## Geschiedenis
De koninklijke abdij werd gesticht door koning Alfons VIII van Castilië en zijn vrouw Eleonora van Engeland.
De naam refereert aan niet bebouwd akkerland (meervoud: huelgas), en wel het veld, dat ter beschikking werd gesteld aan het klooster.
Koningin Leonor verkreeg het pauselijke privilege van paus Clemens III, zodat de abdis enkel aan de paus
verantwoording moest afleggen. Hierdoor kende de abdij verregaande autonomie.
Alfonso liet verschillende leden bijzetten in een koninklijk pantheon.

## Koninklijke abdissen
- 1582-1587: Eleonor van Castilië
- 1611-1629: María Ana van Oostenrijk
- 1653-1656: Antonia Jacinta van Navarra

## Pantheon

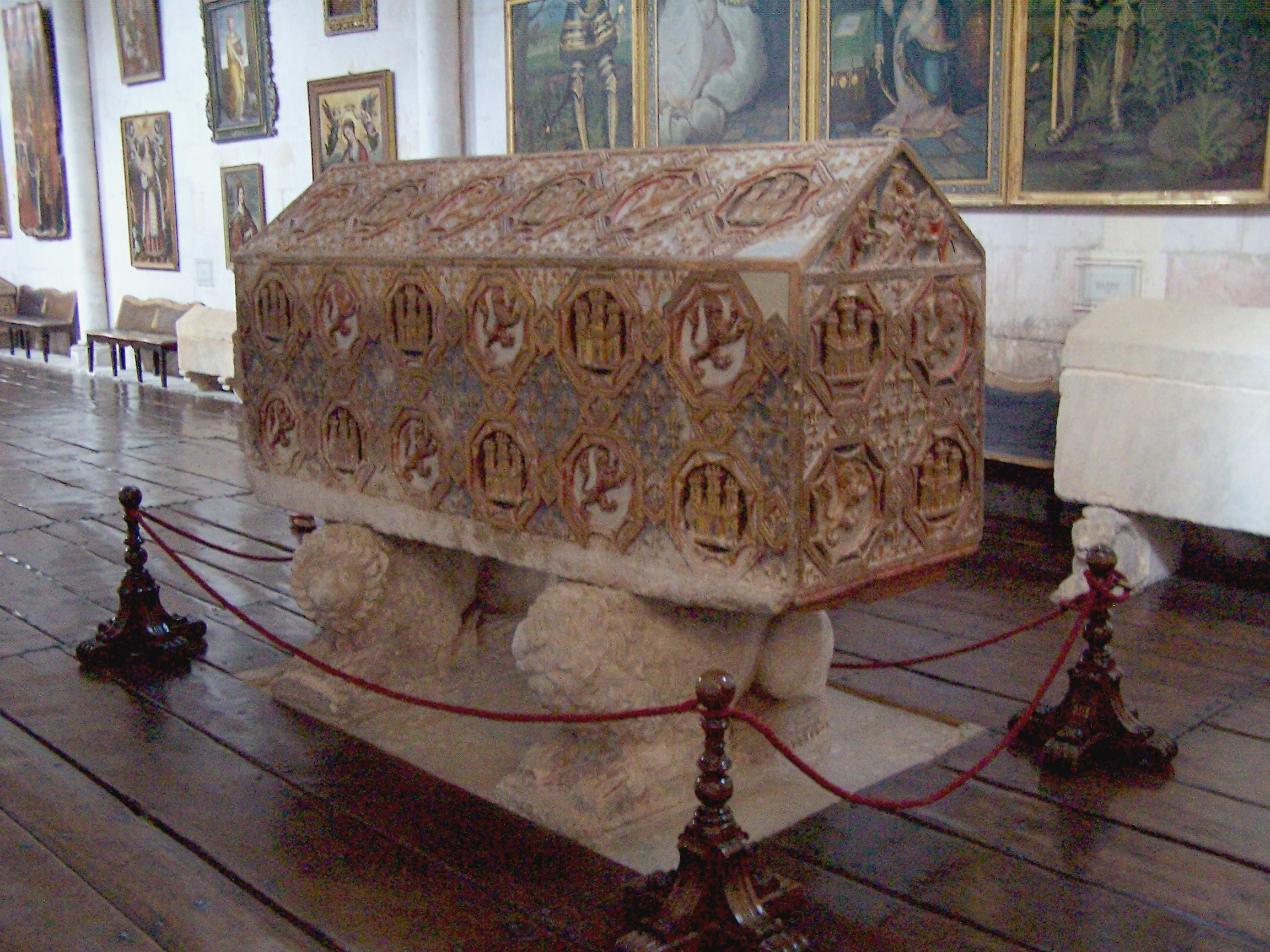
Graf van Alfons de la Cerda

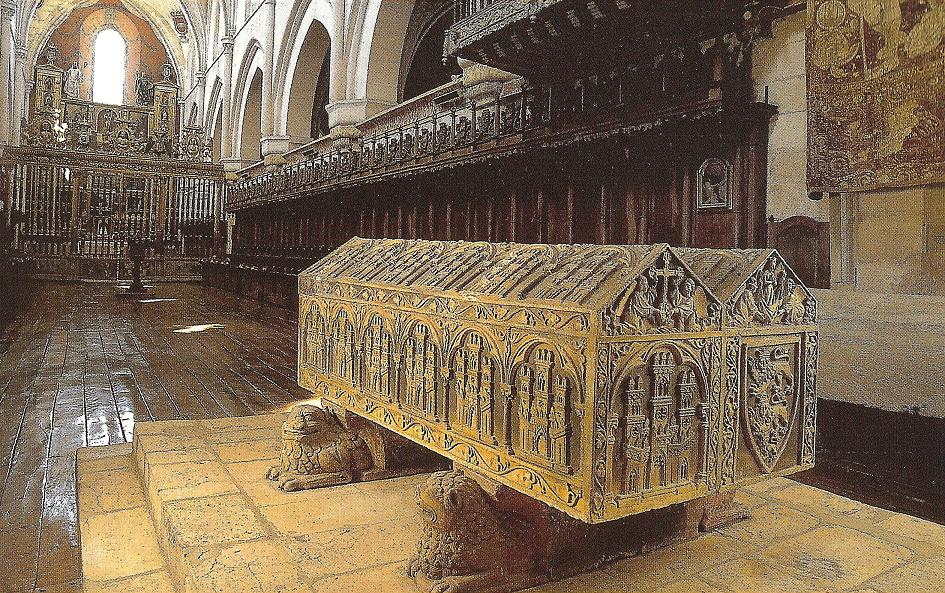
Graf van Alfons VIII van Castilië

Leden bijgezet met koninklijk privilege.
- Ferdinand de la Cerda (1255-1275)
- Eleonor van Castilië
- Blanca van Portugal, 1259-1321 dochter van Alfons III van Portugal en Beatrix van Castilië (1242-1303)
- Fernando de la Cerda, zoon van Alfonso X el Sabio en Violante van Aragon (1255-1275)
- Hendrik I van Castilië, zoon van Alfons VIII van Castilië en Eleonora van Plantagenet  (1204-1217)
- Sancho van Castilië, zoon van Alfons VIII van Castilië (1181-1181)
- Fernando de Castilla, zoon van Alfons VIII van Castilië (1189-1211)
- Fernando, de buitenechtelijke zoon van Alfons X de Wijze
- Manuel van Castilië, zoon van Ferdinand III van Castilië en koningin Beatrix van Zwaben en vader van Juan Manuel (1234-1283)
- Fernando, zoon van Sancho VI van Navarra (D. 1208)
- Alfonso de la Cerda, kleinzoon van Alfons X van Castilië (1270-1333)
- Sancho van Castilië, zoon van Ferdinand III (1233-1261)
- Filips van Castilië, zoon van Sancho IV van Castilië en koningin Maria van Molina (1292-1327)
- Sancho Alfonso de Castilla, onwettige zoon van Alfons XI van Castilië (1331-1343)
- Pedro van Castilië, zoon van Sancho IV en koningin Maria de Molina (1290-1319)
- Mafalda de Castilla, dochter van Alfons VIII van Castilië (1191-1204)
- Constanza van Castilië, dochter van Alfons VIII van Castilië (C. 1195-1243)
- Constanza van León, dochter van koning Alfons IX van León (1200-1142)
- Blanca van Castilië, dochter van zuigeling Pedro van Castilië en kleindochter van Sancho IV Bravo (D. 1375)
- Maria van Aragon, dochter van Jacobus II van Aragón en echtgenote van prins Pedro van Castilië (1299-1333)
- Constance van Castilië, dochter van Alfonso X el Sabio en koningin Violante van Aragon (1259-1280)
- Isabella Alfonso de Molina, kleindochter van  Alfonso de Molina en kleindochter van Alfons IX van León (D. 1292 )
- Eleonora van Castilië, dochter van Ferdinand IV van Castilië en vrouw van Alfons IV van Aragon (1307-1359)
- María de Almenara (d. 1196), dochter van graaf Ermengol VI van Urgell en Elvira Rodriguez de Lara, en achterkleindochter van Alfons VI van León.
- Maria de Aragon, onwettige dochter van Ferdinand, koning van Aragon (M. 1543 ).

In de 20ste eeuw werd deze koninklijke abdij opgenomen in het nationaal Patrimonium.